# Lacrosse (album)
Pour les articles homonymes, voir Lacrosse.
 (novembre 2023).
Lacrosse est un double album de John Zorn paru sur le label Tzadik, d'abord dans le coffret Parachute Years en 1997, puis en 2000 en album. Le premier disque  présente 6 pièces enregistrées en 1978 à la radio WKCR ; le second disque est constitué de l'enregistrement original, en 1977 à San Francisco. C'est le premier enregistrement d'une des game pieces de John Zorn. 

## Titres
|        | Disque 1      |       |
| 1.     | Take 3        | 22:55 |
| 2.     | Take 4        | 18:55 |
| 3.     | Take 6        | 6:10  |
| 4.     | Take 1        | 6:54  |
| 5.     | Take 2        | 8:01  |
| 6.     | Take 5        | 8:14  |
|        | Disque 2      |       |
| 7.     | Twins Version | 29:58 |
| 101:07 |               |       |

## Personnel
- Mark Abbott – électronique
- Bruce Ackley – saxophone soprano
- Polly Bradfield – violon, alto, violon électrique
- Eugene Chadbourne – guitares, dobro, tiple, guitare basse
- Henry Kaiser – guitare électrique
- LaDonna Smith – violon, alto
- Davey Williams – banjo, guitares
- John Zorn – saxophone alto, clarinette, saxophone soprano